# Oji Paper Company
Oji Holdings Corporation (王子ホールディングス株式会社 Ōji Hōrudingusu Kabushiki-gaisha) er en japansk skovindustri- og skovbrugskoncern med hovedkvarter i Tokyo. Deres produkter omfatter papir og papirmasse, papirvarer, emballage, tømmer og byggematerialer.
Foruden Japan har de produktion og skovbrug i Australien, Brasilien, Canada, Kina, Tyskland, New Zealand, med flere.